# Cryptostylis maculata
Cryptostylis maculata é uma espécie pertencente à família das orquídeas (Orchidaceae), que existem na Nova Guiné. São plantas terrestres glabras perenes; sem tubérculos, com longas raízes glabras carnosas; inflorescência racemosa, com flores que medem mais de quinze milímetros e não ressupinam, de cores pouco vistosas, com sépalas e pétalas reduzidas, parecidas mas ligeiramente diferentes, as pétalas menores; e labelo fixo e imóvel, muito maior que os outros segmentos; coluna curta e apoda com quatro polínias.

## Publicação e sinônimos
- Cryptostylis maculata (J.J.Sm.) J.J.Sm., Nova Guinea 14: 341 (1929).

Sinônimos homotípicos:
- Cryptostylis arachnites var. maculata J.J.Sm., Nova Guinea 8: 10 (1909).